# 꼭두의 계절
《꼭두의 계절》은 2023년 1월 27일부터 2023년 3월 24일까지 방송되었던 MBC 금토 드라마로 99년마다 인간에게 천벌을 내리러 이승에 내려오는 사신(死神) 꼭두(김정현)가 신비한 능력을 가진 왕진의사 한계절(임수향)과 만나며 벌어지는 판타지 로맨스 드라마이다.

## 제작진

### 제작사
- 피플스토리컴퍼니
- 스토리티비

### 제작
- 정찬희
- 배선해
- 유철용

### 극본
- 허준우 : MBC 월화 드라마 《나쁜 형사》(공동 집필) 집필
- 강이헌 : MBC 월화 드라마 《나쁜 형사》(공동 집필) 집필

### 연출
- 백수찬 : SBS 일일 시트콤 《대박가족》(조연출), SBS 월화 드라마 《왕의 여자》(조연출), SBS 설날 특집 드라마 《박치기왕》(조연출), SBS 주말 특별 기획 드라마 《게임의 여왕》(조연출), SBS 주말 드라마 《황금신부》(공동 연출), SBS 월화 드라마 《타짜》(공동 연출), SBS 월화 드라마 《드림》(연출), SBS 일일 드라마 《호박꽃 순정》(연출), SBS 수목 드라마 《냄새를 보는 소녀》(공동 연출), SBS 수목 드라마 《다시 만난 세계》(연출), SBS 수목 드라마 《홍콩 익스프레스》(조연출), SBS 수목 드라마 《섬마을 선생님》(조연출), SBS 주말 특별 기획 드라마 《미녀 공심이》(연출), SBS 금토 드라마 《앨리스》(연출) 연출
- 김지훈 : MBC 주간 드라마 《이벤트를 확인하세요》(연출) 연출

## 등장 인물

### 주요 인물
- 김정현: 꼭두 / 오현 / 도진우 역 - 저승길의 괴팍한 인도자. 서울 필성병원 간담췌 외과 교수. 역대 최연소 기조실장. 정원의 옛연인. 계절의 연인
- 임수향: 한계절(35세) / 설희 역 - 응급의학과 전문의, 달려간다 의원 왕진의사. 철의 누나. 꼭두의 연인
- 김다솜: 태정원(31세) 역 - 필성병원 소화기내과 조교수. 한국대 의대 수석 입학 후 졸업까지 1등을 놓치지 않은 미모의 엄친딸. 죽은 진우의 옛연인. 철의 연인.
- 안우연: 한철(32세) 역 - 형사, 꼭두의 뒤를 쫓는 검은 그림자. 강력계 형사. 계절의 남동생. 정원의 연인

### 꼭두의 주변 인물
- 김인권 : 옥신 역 - 눈치 제로 탐욕의 반신(半神), 본명 이응출. 불화그룹 회장
- 차청화 : 각신 역 - 눈치 만렙 소문의 반신(半神), 본명 서복경. 달려간다 의원 간호사

### 필성바이오
- 최광일: 김필수 역 - 필성병원 이사장, 필성바이오 이사회 의장. 와신상담 중인 필성그룹 3세
- 김영웅: 태중식 역 - 필수의 숨겨진 그림자, 해결사. 전과 14범

### 영포시 사람들
- 김병옥: 신홍근 역 - ‘용왕님 삼겹살’ 주인이자 영포의 마당발, 경승의 남편
- 오영실: 오경승 역 - '용왕님 삼겹살' 주인, 홍근의 아내
- 이영란: 문명자 역 - ㈜영포종가 대표이사, 최씨 종가 종부. 전통장 명인
- 우현: 최달승 역 - 영포 소상공인 협회장, 명자의 남편
- 김병춘: 배정국 역 - 불주먹 체육관 관장

### 계절의 주변 인물
- 이정준: 정이든/오영 역 - 유명 프로골퍼, 영포의 아들, 계절의 옛 연인

### 정원의 주변 인물
- 손소망 : 사국화 역 - 영포 필성병원 간호사, 정원의 친구

### 그 외 인물
- 송채윤: 간호사 역
- 이승형: 배창수 역
- 정욱: 박충성 역
- 오연아: 지수연 역 - 계절 의 친구
- 정아미: 장미순 역 - 도진우 모, 의료사고로 사망
- 정영주: 계절에게 의료 소송을 건 환자 보호자 역
- 박신우: 조봉필 역
- 미상: 최강무 역 - 아동 학대범
- 왕빛나: 한계절의 어머니 역
- 미상: 침입자 역
- 유재석
- 이미주:(30세) 종가집알바생 역
- 정준하
- 성병숙: 금반지 역
- 최정우 : 병원장 역
- 미상: 어린이 역

## 시청률
최저 시청률과 최고 시청률은 시청률 조사회사와 지역별로 시청률에 차이가 있을 수 있습니다.
| 2023년 | 2023년   | 2023년         | 2023년       | 2023년 |
| 회차   | 방송일   | AGB 시청률     | AGB 시청률   |        |
| 회차   | 방송일   | 대한민국(전국) | 서울(수도권) |        |
| ------ | -------- | -------------- | ------------ | ------ |
| 제1회  | 1월 27일 | 4.8%           | 4.8%         |        |
| 제2회  | 1월 28일 | 2.2%           | -            |        |
| 제3회  | 2월 3일  | 3.1%           | 3.2%         |        |
| 제4회  | 2월 4일  | 2.4%           | -            |        |
| 제5회  | 2월 10일 | 2.8%           | -            |        |
| 제6회  | 2월 11일 | 1.9%           | -            |        |
| 제7회  | 2월 17일 | 2.7%           | -            |        |
| 제8회  | 2월 18일 | 1.4%           | -            |        |
| 제9회  | 2월 24일 | 2.0%           | -            |        |
| 제10회 | 2월 25일 | 1.7%           | -            |        |
| 제11회 | 3월 3일  | 1.6%           | -            |        |
| 제12회 | 3월 4일  | 2.0%           | -            |        |
| 제13회 | 3월 11일 | 1.4%           | -            |        |
| 제14회 | 3월 17일 | 1.4%           | -            |        |
| 제15회 | 3월 18일 | 1.3%           | -            |        |
| 제16회 | 3월 24일 | 1.6%           | -            |        |

## 결방 사유
- 2023년 3월 10일: 2023 월드 베이스볼 클래식 중계로 인해 결방

## 수상 목록
- 2023년 MBC 연기대상 여자 조연상(차청화)

## 참고 사항
- 당초 정이든 역으로 배우 이지한이 캐스팅 되었으나 2022년 10월 29일 이태원 참사로 인해 사망하면서 배우 이정준이 대신 합류하게 되었다.
- 임수향, 안우연은 KBS 2TV 주말 드라마 《아이가 다섯》 이후 7년 만에 재회하여 캐스팅 되었다.

## 같이 보기
- 대한민국의 텔레비전 드라마 목록 (ㄱ)
- 2023년 대한민국의 텔레비전 드라마 목록